# Кабай (учёный)
Кабай (псевдоним, также транскрибируется как Хабай, настоящее имя Ха Хуанджан, на сибо — Катури, кит. 哈焕章, родился 31 июля 1928 года в Китае) — китайский учёный, поэт, переводчик стихов Абая. Старший научный сотрудник Института малых народов Академии наук Китая. Псевдоним «Кабай» образовался как сокращение казахского имени «Кадырбай», которым его называли в детстве друзья-казахи. Представитель народности сибо из рода халар.
Занимался исследованиями творчества Абая Кунанбаева и М. Ауэзова. Перевел стихи Абая на китайский язык. Научная статья «Абай — великий казахский поэт» была опубликована в журнале «Тянь-Шань» (1958). В 1983 написал предисловие к избранным стихотворениям Абая. В 1987 вышел в свет монографический труд «Абай и творчество Абая». Ушёл на пенсию в 1988 году.
Лауреат Государственной премии КНР. Почетный гражданин Абайского района Восточно-Казахстанской области.